# Strada provinciale 56 Dozza
La strada provinciale 56 Dozza è una strada provinciale italiana della città metropolitana di Bologna che collega la località di Ca' del Vento, posta sulla Via Emilia, con il suo capoluogo comunale, il borgo di Dozza. Nel suo percorso risale le colline che si trovano alla sinistra del torrente Sellustra.